# Succingulodes elodioides
Succingulodes elodioides är en tvåvingeart som beskrevs av Townsend 1935. Succingulodes elodioides ingår i släktet Succingulodes och familjen parasitflugor.
Artens utbredningsområde är Guyana. Inga underarter finns listade i Catalogue of Life.